# Bez Idola
Bez Idola – polski zespół z kręgu piosenki turystycznej, studenckiej i autorskiej, powstały wiosną 1981 roku. 

## Historia
Grupa Bez Idola powstała z połączenia zespołów Dokąd i Filia Adama. Jej członkowie wywodzili się w większości z toruńsko-bydgoskich środowisk akademickich, czyli z Uniwersytetu Mikołaja Kopernika w Toruniu i Wyższej Szkoły Pedagogicznej w Bydgoszczy. Zespół zadebiutował w maju 1981 roku na deskach Filharmonii Pomorskiej w Bydgoszczy, biorąc udział w dorocznym koncercie zatytułowanym Studenci swojemu miastu. W sierpniu tego samego roku wystąpił na Ogólnopolskiej Turystycznej Giełdy Piosenki Studenckiej w Szklarskiej Porębie. W latach 1981–2002 w jego skład wchodzili: Grażyna Hejno (śpiew, flet poprzeczny), Wojciech Wądołowski (śpiew), Henryk Kamiński (śpiew), Roman Uske (śpiew, gitara), Wojciech Uske (śpiew) i Grzegorz Wilczewski (śpiew). W różnych okresach działalności grupy, przewinęli się także: Janusz Zajączkowski (śpiew; współzałożyciel zespołu), Wojciech Muża (skrzypce; współzałożyciel zespołu), Jerzy Uske (śpiew), Joanna Drzewińska (śpiew), Grażyna Wiśniewska (śpiew), Marek Łagodziński (śpiew, gitara), Katarzyna Kornat (śpiew) i Ryszard Żarowski (gitara). Zespół Bez Idola jest kontynuatorem działalności Grupy Toruń od której się uczył, a która na przełomie lat 70. i 80. XX w. należała do czołówki wykonawców z tzw. nurtu piosenki turystycznej w Polsce. W pierwszych latach istnienia wykonywał utwory z repertuaru tej grupy, takie jak m.in.: Gawędziarze, Przemijanie, Turystyczny blues, czy Moje bajki – zdobywając popularność na studenckich scenach w latach 80. XX w. Występował wówczas na wielu festiwalach piosenki studenckiej i turystycznej, zostając laureatem wielu z nich. Były to m.in.: OTGPS w Szklarskiej Porębie, Bazuna na Pomorzu, Yapa w Łodzi, Łajba w Charzykowach i wiele innych. W późniejszych latach śpiewał w klubach studenckich podczas Wielkiej Orkiestry Świątecznej Pomocy. W okresie stanu wojennego do repertuaru włączono piosenki autorskie o wydźwięku politycznym (m.in. Staruszka, Reżymowe tango, Ballada o zomuraju, Przeszukanie, czy Modlitwa internowanych). Przez 40 lat działalności artystycznej zespół Bez Idola ukształtował własny, rozpoznawalny styl oparty na wielogłosowym śpiewie i akompaniamencie gitarowym. Od wielu lat wykonuje przede wszystkim piosenki z tekstami Andrzeja Michorzewskiego (powszechnie znany jako autor tekstów piosenek Kobranocki) i muzyką Romana Uske, lecz w swoim repertuarze ma także stare „toruńskie” pieśni na które czekają wierni fani. Do najbardziej popularnych piosenek autorskich grupy należą: Siódme niebo (największy przebój zespołu, który powstał w schyłkowym okresie istnienia Grupy Toruń; muz. Roman Bobkowski), Marzec '88, Hania i Emil, Nostalgia a kiszone ogórki, Dziewczyna z czarnym parasolem, Ludzie są podli, W tym domu zapłakanym, czy Hotel Ukraina. Zespół nadal jest aktywny i występuje zarówno na festiwalach jak i w małych salach klubów. Obecnie w skład grupy Bez Idola wchodzą: Roman Uske (śpiew, gitara), Grzegorz Wilczewski (śpiew) i Grzegorz Bielawski (śpiew, gitara). W listopadzie 2018 roku, po wielu latach fani zespołu Bez Idola doczekali się dwupłytowego albumu pt. Krótka historia, który ukazał się nakładem Dalmafonu. Jest to zapis koncertu, który odbył się w dniu 2 marca 2013 roku w Polskim Radiu Gdańsk. 28 maja 2021 roku nakładem Solitonu ukazał się kolejny album grupy zatytułowany Michorzewski – Uske, podsumowujący wieloletnią współpracę obydwu twórców. Zaś 13 lipca 2022 roku ukazała się płyta z piosenkami Andrzeja Wierzbickiego pt. Błądząc po Beskidzie, którą zespół nagrał razem z gitarzystą Jarosławem Kostyrą, autorem wszystkich aranżacji.    

## Dyskografia

### Albumy
- 2018: Krótka historia (2 x CD, Dalmafon)[5]
- 2021: Michorzewski – Uske (CD, Soliton)[7]
- 2022: Błądząc po Beskidzie (CD, Soliton – z udziałem Jarosława Kostyry)[8]